# Důl Darkov

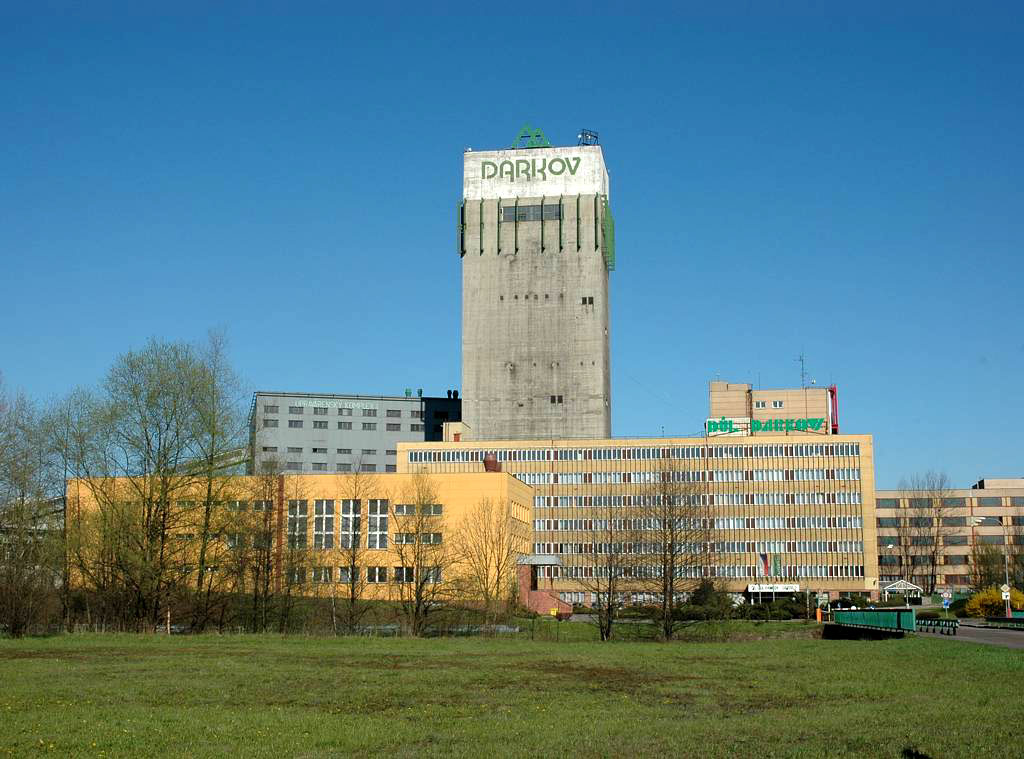
Správní budova a skipová těžní věž dolu Darkov

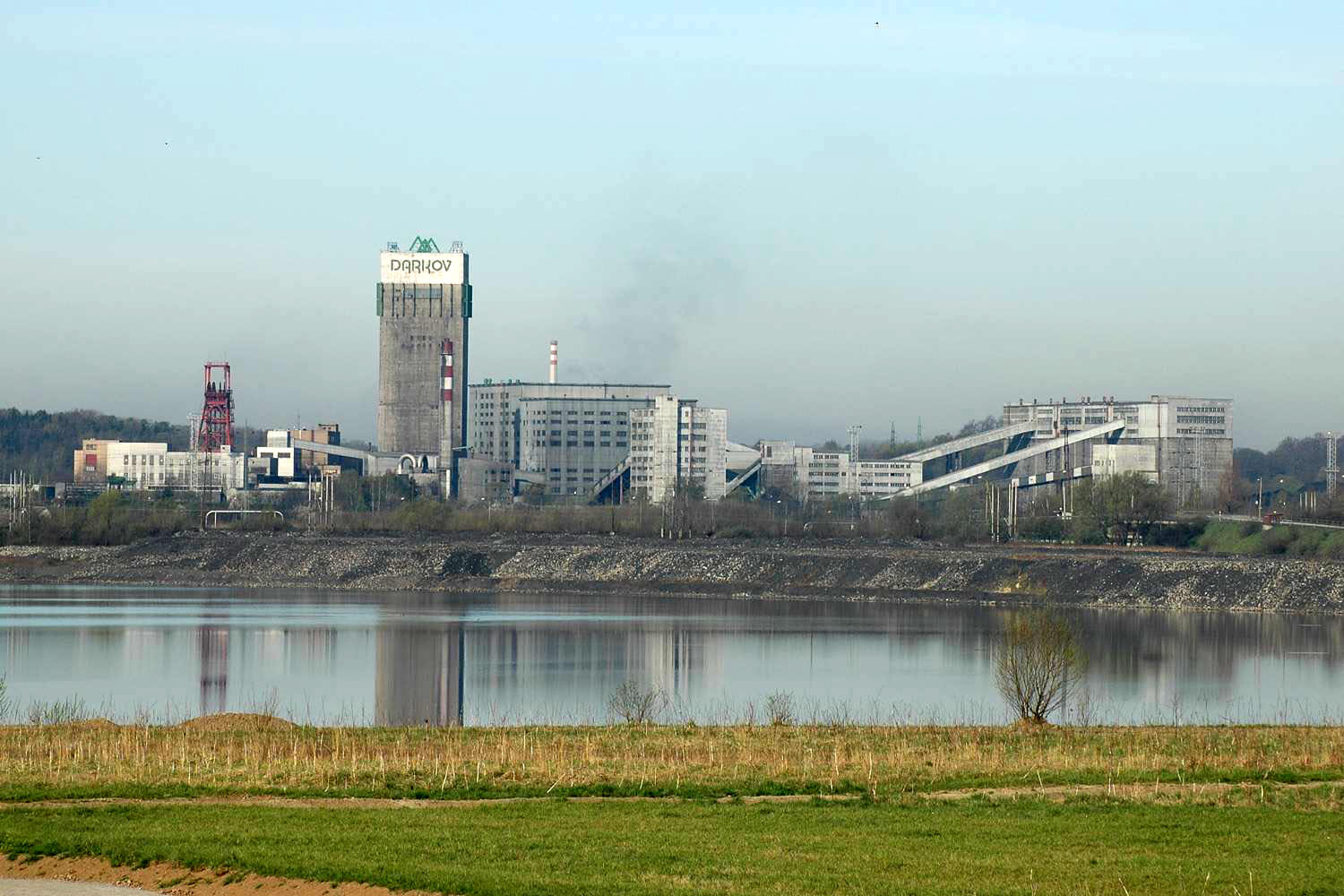
Komplex Dolu Darkov

Důl Darkov je bývalý černouhelný důl společnosti OKD, který se nachází na pomezí katastrů obce Stonava a karvinské místní části Darkov. Společně s dolem 9. květen byl Darkov součástí vnitřní organizační jednotky společnosti OKD s názvem Důl Darkov. K ukončení těžby došlo v únoru 2021.

## Historie
Průzkum důlního pole nynějšího Dolu Darkov byl zahájen v roce 1852 hloubením Těžní jámy č. 1 Dolu Gabriela.
Výstavba samotného Dolu Darkov byla započata v roce 1972. Těžba uhlí na tomto dole začala v květnu 1982. V roce 1988 byla do správní budovy dolu přemístěno vedení skupinového Dolu Darkov (bývalý Velkodůl 1. Máj – sen ředitele Raszky), které kromě samotného Darkova zahrnovalo také Doly Gabriela (Závod 3 Mír) a Barbora (Důl 1. máj - závod 1).
K 1. červenci 1995 byl pod Důl Darkov začleněn ještě Důl 9. květen (jako závod 3). Utlumovaný Důl Barbora (závod č. 1) pak byl od společnosti OKD vyčleněn a od k 1. 1. 2003 je ve správě státního podniku DIAMO.
V květnu 2020 se stal důl Darkov epicentrem pandemie covidu-19 v Česku, k 9. červnu zde bylo pozitivně testováno 459 lidí.

### Údaje o dolu (2006)
- rozloha dobývacího prostoru: asi 25,9 km²
- roční těžba: 3 945 tisíc tun uhlí
- počet zaměstnanců: 3 779, z toho 2 560 důlních dělníků

### Důl Darkov 2015
Dne 6. srpna 2015 došlo na Dole Darkov ve večerních hodinách ke vzplanutí metanové směsi, která si vyžádala 3 lidské oběti.